# Constantin Brun
Johan Christian Constantin Brun (Rostock, 27 novembre 1746 – Copenaghen, 19 febbraio 1835) è stato un mercante e diplomatico tedesco naturalizzato danese, che fu amministratore della Indie occidentali danesi. Riuscì anche a stabilire un vasto impero commerciale di sua proprietà, sfruttando la neutralità danese durante le guerre napoleoniche. Alla sua morte era una delle persone più ricche della Danimarca, con una fortuna di oltre 2 milioni di rigsdaler. Sposò Friederike Brun, scrittrice e centro di un importante salotto letterario.

## Biografia
Constantin Brun nacque in una famiglia povera di Rostock. Si trasferì a Lubecca come apprendista della ditta Pauli, un'importante casa commerciale della città e dopo aver dato prova del suo notevole talento per gli affari, il suo principale lo inviò a San Pietroburgo con il figlio.
Il 16 ottobre 1777, Brun fu nominato console danese e l'incarico lo portò a Copenaghen. Qui incontrò la sua futura moglie, Friederike, mentre era in visita al padre di lei, Balthasar Münter, un pastore della chiesa di San pietro. Innamorato a prima vista della ragazza, tornò a Copenaghen nell'inverno del 1782/83. 
Il governo danese gli offrì un posto come amministratore della Indie occidentali danesi. Brun accettò, si stabilì a Copenaghen e sposò Friederike. Sotto la guida di Brun, il commercio danese con le Indie occidentali passò dalla Compagnia danese delle Indie occidentali allo Stato. Nei decenni seguenti, il commercio prosperò, favorito dalla neutralità danese nelle guerre napoleoniche. 
Brun era anche mercante per conto proprio e negli anni accumulò una ricchezza colossale.
Fra il 1788 e il 1789 il governo danese inviò Brun in una missione diplomatica in Russia, a quel tempo alleata della Danimarca, per sostenere finanziariamente la guerra della Russia contro la Svezia.
Brun era proprietario di diverse grandi tenute e di cospicue dimore. Nel 1790 comprò Sophienholm a Lyngby per farne la sua residenza estiva, in aggiunta al suo palazzo di Copenaghen. Dal 1800 al 1805 ampliò Sophienholm e le diede il suo aspetto attuale, grazie all'opera dell'architetto francese Joseph-Jacques Ramée.
Nel primo decennio del XIX secolo acquisì le dimore di Antvorskov e di Falkensteen, entrambe vicino a Slagelse, e introdusse molte innovazioni agricole nelle tenute. Fece arrivare dalla Svizzera diverse famiglie per produrre formaggio svizzero, che esportava in larga parte all'estero. Commerciava anche in macchinari per l'agricoltura.
Nel 1810 Brun comprò la tenuta di Krogerup per i suoi figli: rimarrà di proprietà della famiglia fino al 1939.